# Cerococcus baccharidis
Cerococcus baccharidis är en insektsart som först beskrevs av Hempel 1900.  Cerococcus baccharidis ingår i släktet Cerococcus och familjen Cerococcidae. Inga underarter finns listade i Catalogue of Life.